# ديبورا تود
ديبورا تود (بالإنجليزية: Deborah Todd)‏ هي كاتبة سيناريو أمريكية، ولدت في 1950.

## وصلات خارجية
- ديبورا تود على موقع IMDb (الإنجليزية)